# 張邦彥 (嘉靖山東進士)
張邦彥（1513年—？），字才甫，號元洲，祖籍浙江钱塘，出生于山東臨朐，明朝政治人物。

## 生平
嘉靖十年（1531年）中式山東鄉試第四十五名舉人。嘉靖二十六年（1547年），登丁未科二甲第二十一名進士，户部觀政，授户部主事，累升户部员外郎、郎中，密云管粮，出为陕西延安府知府，并抵禦外寇围入侵。后轉任山西易州兵备副使、右参政。嘉靖四十二年（1563年）十一月，明世宗进其為都察院右佥都御史、巡抚大同，但因延綏黃甫川鎮靜堡失事之罪，四十五年正月被令致仕。

## 著作
著有《二十一史录》、《幼学记》、《韦弦录》、《师师堂稿》。与邑人傅应兆、冯惟讷、迟凤翔四人相伯仲，号「四杰」。

## 家族
曾祖父張鳳；祖父張繹，曾任大同府通判，乡人私谥曰贞静先生；父張一中。母金氏。慈侍下。弟邦本、邦直（丙午贡士）、邦教、邦士（武舉人）。子学善、志善。侄子張敦善，進士；從姪張東光。